# Walle Melis Oppedijk van Veen
Walle Melis Oppedijk van Veen (Den Haag, 25 juni 1906 - Doorn, 6 november 1991) was een Nederlandse politicus.

## Familie
Hij was een zoon van Rienk van Veen, lid van de Tweede Kamer voor de Vrij-Antirevolutionaire Partij, en Jeannette Elisabeth Oppedijk. Hij was vernoemd naar zijn grootvader van moederszijde, Walle Melis Oppedijk, houthandelaar en politicus. Bij Koninklijk Besluit werd in 1920 zijn familienaam gewijzigd van 'Van Veen' in 'Oppedijk van Veen'. Hij was getrouwd met Helena Huiberta Visker (1911-1984).

## Loopbaan
Oppedijk van Veen behaalde in 1931 zijn kandidaats en in 1935 het doctoraalexamen rechtswetenschap aan de Universiteit Utrecht. Hij was werkzaam als vrijwilliger op de gemeentesecretarie van Alphen aan den Rijn toen hij per 15 juli 1936 werd benoemd tot burgemeester van Workum.
Aan het begin van de Tweede Wereldoorlog bleef Oppedijk van Veen aan als burgemeester, op 21 juli 1942 werd hij nog herbenoemd. Hij werd echter 5 mei 1943 gearresteerd door de bezetters en bij besluit van de commissaris-generaal voor Bestuur en Justitie van 25 mei 1943 met Frederik Willem Steenhuisen, burgemeester van Tietjerksteradeel, en zes andere burgemeesters ontslagen. Oppedijk van Veen dook vervolgens onder in Gelderland. Na de bevrijding trad hij op 17 mei 1945 weer in functie.
In 1948 volgde hij Steenhuisen op als burgemeester van Tietjerksteradeel. In 1971 ging hij met pensioen en hij vestigde zich vervolgens in Doorn. Hij overleed er op 85-jarige leeftijd. Oppedijk van Veen werd benoemd tot Ridder (1958) en Officier in de Orde van Oranje-Nassau (1971) en was ereburger en drager van de eremedaille van Tietjerksteradeel.